# Ломакін Микита Сергійович
Микита Сергійович Ломакін, сценічний псевдонім Nikita Lomakin (нар. 3 квітня 1998, Сімферополь, Україна) — український співак, автор пісень, композитор, ведучий музичного телеканалу М1,  учасник шоу «X-Фактор» та “Голос країни 11”.

## Біографія

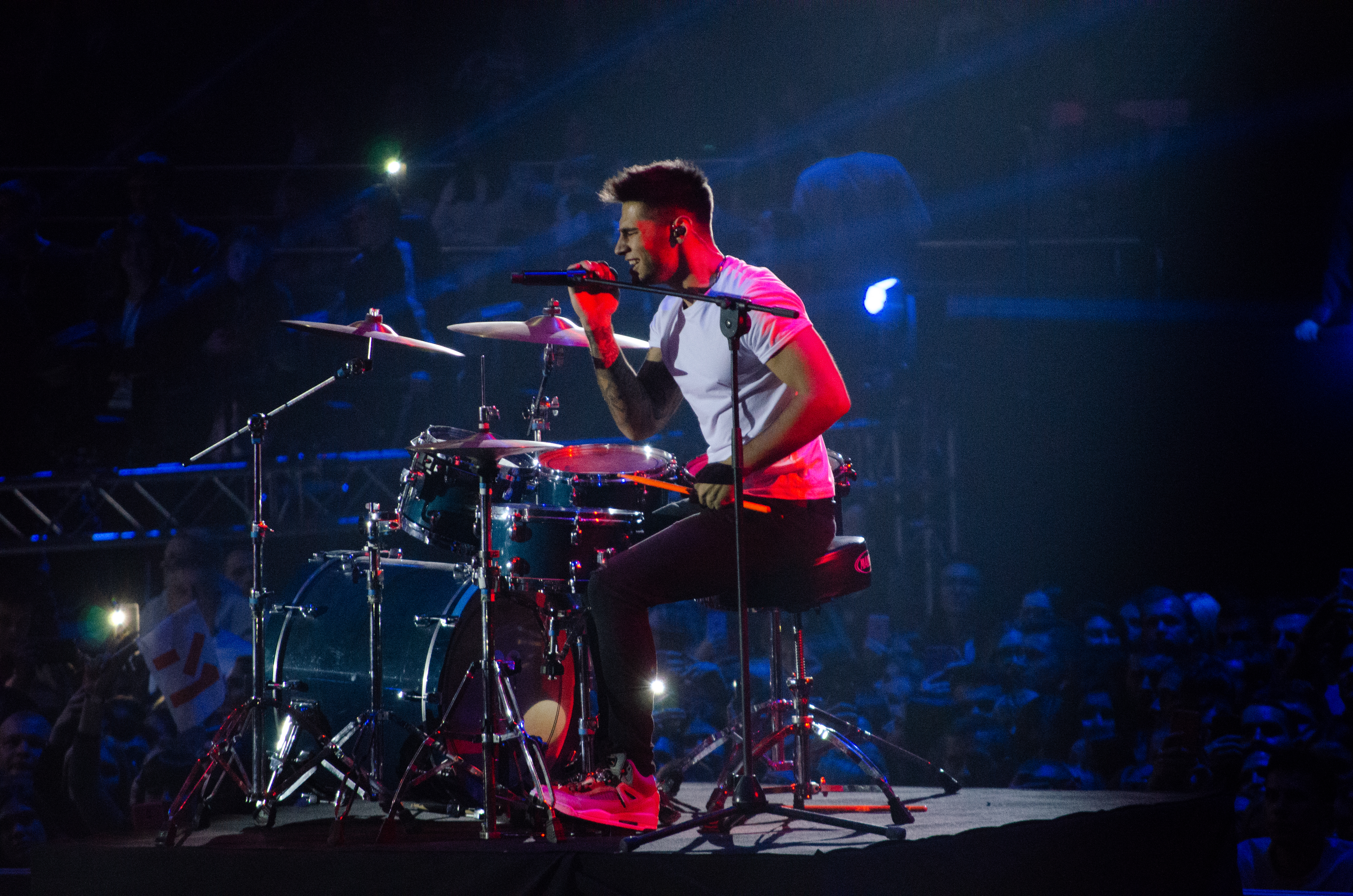
Виступ Ломакіна на M1 Music Awards 2019

Народився 3 квітня 1998 року в Сімферополі, Україна.Наразі проживає в Києві.
Навчався у Сімферопольській загальноосвітній школі 3.
Мати — Ломакіна Ірина Миколаївна.

## Особисте життя
У 2013 році на шоу «X-Фактор» познайомився зі співачкою Мішель Андраде (тоді йому було 14 років, а їй 15). Пара зустрічалася 5 років.
На даний момент зустрічається з танцівницею Світланою Сакаль (DOROFEEVA, Dan Balan). Про це Нікіта розповів у телешоу "Ліпсінк батл" на телеканалі 1+1.
21 вересня 2021 року Нікіта і Світлана вперше публічно дебютували на червоній доріжці "Міс Україна 2021" у Національному палаці мистецтв Україна.

## Кар`єра
У 2013 році став учасником популярного телевізійного проекту “Х-Фактор”.
У 2017 році Нікіта виступив на престижній українській музичній премії M1 Music Awards у дуеті з Тіною Кароль.  
У 2018 році стає першим артистом M1 Agency.Цього ж року Нікіта стає спеціальним гостем Всеукраїнського туру Dan Balan.

14 лютого 2019 року NIKITA LOMAKIN презентує дебютний альбом “Зеркала”: це 10 треків, які відзеркалюють внутрішній світ і чесно розповідають про чоловічі емоції. Окремо NIKITA LOMAKIN виділяє головну пісню альбому із назвою “Зеркала”: 
– “Зеркала” я написав буквально за декілька годин. Спочатку, ця пісня взагалі не планувалась, вона з`явилася останньою - і вирішила все. У моєму житті є такі відносини: людина зникає, потім з`являється знову, зачіпає кожним словом - і ти пропав. Цій дівчині я і присвятив “Зеркала”.
5 квітня 2019 року, з нагоди презентації дебютного альбому “Зеркала”, відбувся перший сольний концерт артиста в київському клубі Atlas.
На M1 Music Awards 2019 Нікіта виступає разом зі співачкою Michelle Andrade. Артисти виконали всесвітньо відомий і популярний трек “Senorita”.
У 2020 році Нікіта взяв участь у відомому шоу "Голос країни 11" в команді тренера Тіни Кароль. На етапі нокаутів покинув шоу, але повернувся за результатами глядацького голосування.
5 та 6 липня 2021 року NIKITA LOMAKIN виступив на фестивалі Atlas Weekend, де презентував нову програму.
13 серпня 2021 року виходить другий студійний альбом NIKITA LOMAKIN “Эйфория”. До альбому увійшло 8 треків. Новий, другий за рахунком, альбом “Эйфория” у мажорному настрої несе у собі легкий позитивний вайб. Треки у альбомі “Эйфория” несхожі за настроєм, але у кожної пісні відчувається легке відношення до життєвих ситуацій. Основний меседж у тому, щоб люди вчилися жити простіше, веселіше, вміли вчасно переключатися і “чілити”. Альбом написаний у найкоротші строки - 3 місяці. Джерелом натхнення для альбому “Эйфория” став альбом артиста Justin Bieber “Justice”, який вийшов весною 2021 року. Фокус-треком альбому “Эйфория” виступає пісня з одноіменною назвою.
У серпні 2021 року Нікіта записує україномовний дуетний трек зі співачкою Тіною Кароль. Трек “Невірний” увійшов до альбому Тіни Кароль “Молода кров”, приуроченому до Дня Незалежності України. Реліз альбому відбувся 20 серпня.

## Служба у ЗСУ
У 2025 році був мобілізований до лав Збройних Сил України.

## Альбоми

### Студійні альбоми
- Зеркала (2019)
- Эйфория (2021)

## Відеокліпи
| № | Кліп               | Рік  | Режисер              |
| - | ------------------ | ---- | -------------------- |
| 1 | Остальное не важно | 2017 | Олексій Піменов      |
| 2 | Икона              | 2017 | Олексій Піменов      |
| 3 | Хамелеон           | 2018 | Тарас Голубков       |
| 4 | Зеркала            | 2019 | Катя Царик           |
| 5 | Виолончель         | 2019 | Віктор Скуратовський |
| 6 | Сука               | 2021 | SHAPXO               |

## Нагороди та номінації
- Національна музична премія “Українська пісня року” 2021 - премія “Надія української пісні” - нагорода за пісню “LAVA”
- Музичний марафон “Русское радио Украина” “Червона рута” 2020 - нагорода за пісню “Люблю”
- Музична платформа 2019 - нагорода за пісню “Икона”
- Номінація в категорії  “Прорив року” премії М1 Music Awards 2018